# Haddon (Cambridgeshire)
Haddon è un villaggio e parrocchia civile dell'Inghilterra, appartenente alla contea del Cambridgeshire.